# Peng Ping
Dans ce nom chinois, le nom de famille, Peng, précède le nom personnel.
Peng Ping (en chinois : 彭萍), née le 14 janvier 1967 à Shanghai, est une joueuse chinoise de basket-ball.

## Carrière
Avec l'équipe de Chine de basket-ball féminin, elle est médaillée d'or aux Jeux asiatiques de 1986, médaillée d'argent aux Jeux asiatiques de 1990 et aux Jeux olympiques d'été de 1992 et médaillée de bronze aux Jeux asiatiques de 1994.